# Lysimacheia, Thrakien
Lysimacheia eller Lysimachia (grekiska: Λυσιμάχεια) var en stad i antikens Thrakien, grundlagd av Alexander den stores fältherre Lysimachos, som efter Alexanders död hade blivit ståthållare över Thrakien.
Staden låg på Gallipolihalvön i den nutida turkiska provinsen Çanakkale.